# Microstomatidae

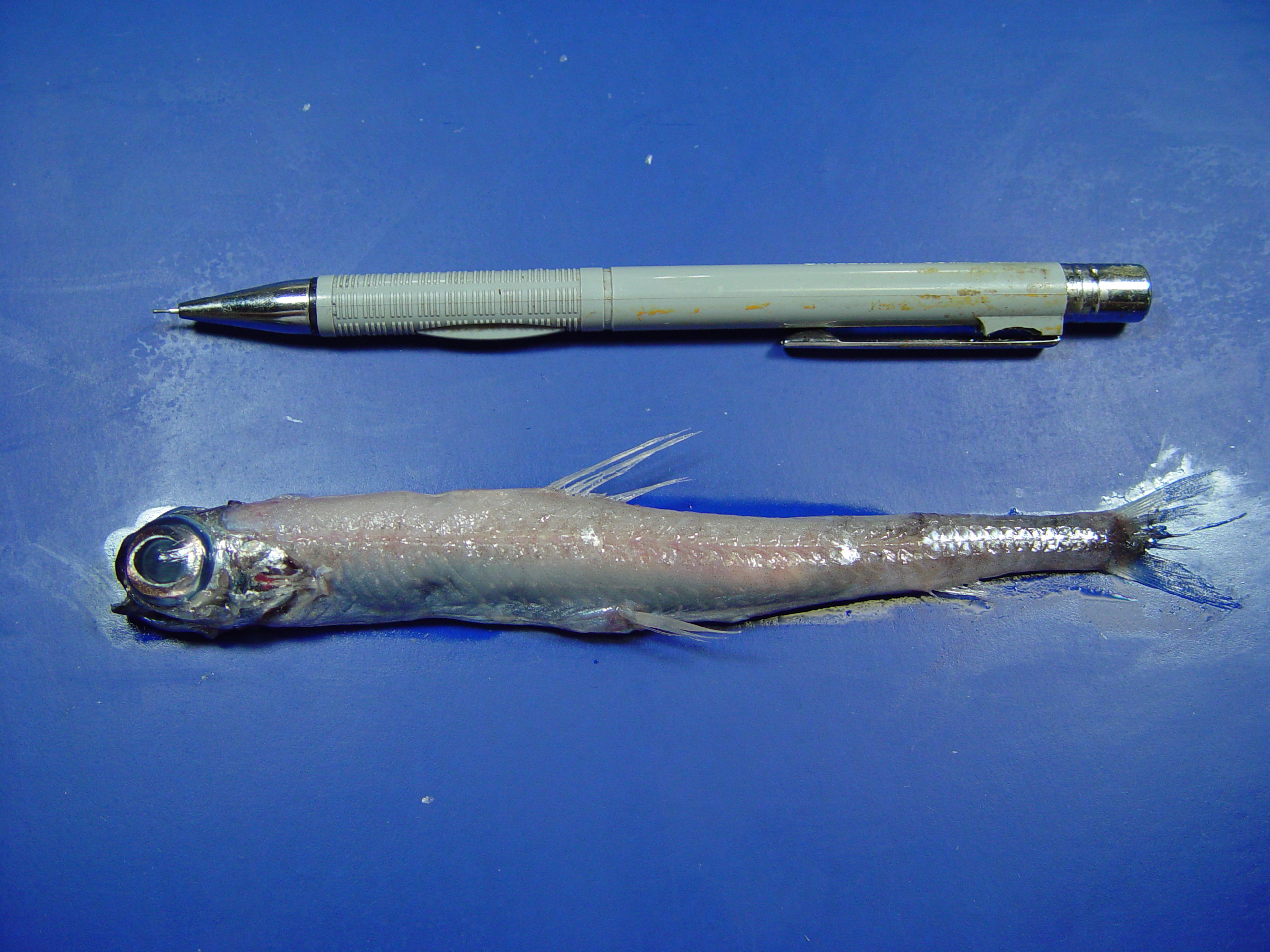
Nansenia groenlandica

I Microstomatidae sono una famiglia di pesci ossei marini appartenenti all'ordine Argentiniformes.

## Distribuzione e habitat
Sono diffusi in tutti gli oceani.
Nel mar Mediterraneo sono presenti due specie:
- Microstoma microstoma
- Nansenia oblita.

Si tratta di pesci mesopelagici, oceanici, presenti anche a notevoli profondità.

## Descrizione
È una famiglia assai affine agli Argentinidae, sono però molto più sottili ed hanno occhi molto più grandi e bocca molto piccola. I denti sono molto piccoli, assenti sulla lingua. La pinna dorsale è inserita posteriormente alla metà del corpo. La pinna adiposa manca in alcune specie. La linea laterale continua sulla pinna caudale. scaglie grandi, che cadono facilmente.
Le dimensioni sono piccole, raggiungono poco più di 25 cm nelle specie più grandi.

## Biologia
Sono pelagici o planctonici alle medie profondità. Si sa molto poco sulla loro biologia.

### Alimentazione
Sono planctofagi.

## Pesca
Casuale e priva di importanza.

## Specie
- Genere Microstoma
  - Microstoma microstoma
- Genere Nansenia
  - Nansenia ahlstromi
  - Nansenia antarctica
  - Nansenia ardesiaca
  - Nansenia atlantica
  - Nansenia candida
  - Nansenia crassa
  - Nansenia groenlandica
  - Nansenia iberica
  - Nansenia indica
  - Nansenia longicauda
  - Nansenia macrolepis
  - Nansenia megalopa
  - Nansenia oblita
  - Nansenia obscura
  - Nansenia pelagica
  - Nansenia tenera
  - Nansenia tenuicauda
- Genere Xenophthalmichthys
  - Xenophthalmichthys danae